# Bernard Martinand
Pour les articles homonymes, voir Martinand.
Bernard Martinand est un programmateur et conservateur de films, né le 15 janvier 1939 à Montbrison (Loire).

## Parcours
Bernard Martinand a commencé au bas de l'échelle du cinéma après de courtes études secondaires. D'abord assistant réalisateur, notamment de Jean Faurez ou Georges Régnier, puis projectionniste, il fonde au début des années 1960 le ciné-club Nickel Odéon avec Yves Martin, Pierre Maginot et Bertrand Tavernier qui se donne pour but la redécouverte du cinéma américain, français et italien des années 1940 et 1950, dont les films ne passaient plus dans les salles commerciales et même à la Cinémathèque française.
Il fréquente à la même époque la Cinémathèque française rue d'Ulm. C'est à cette époque que Bertrand Tavernier découvre avec émotion au Studio Obligado une version raccourcie de La Tartine de cacao de Maurice Burnan, présentée en complément de programme de L'Île des péchés oubliés d'Edgar G. Ulmer dans une copie 16 mm devenue introuvable. Ayant donné des informations à Henri Langlois à l'occasion de la rétrospective Howard Hawks sur l'existence de copies hors de France, ce dernier demande à Bernard Martinand de venir travailler avec lui au moment de l'ouverture de la salle du Palais de Chaillot. Il le charge aussi de préparer un hommage à Darryl F. Zanuck qui lui fait nouer des contacts professionnels et amicaux avec cette Major qui aboutiront au dépôt de nombreux films de cette dernière pendant plusieurs années, et même à la signature d'une convention. Bernard Martinand arrête la programmation du ciné-club Nickelodéon car Henri Langlois lui permet de faire certaines programmations ou  hommages dans le même esprit: Roger Corman, Delmer Daves, Samuel Fuller et ce en leur présence. février 1968: l'affaire Langlois éclate et Martinand démissionne de la Cinémathèque française, avant d'y être de nouveau intégré par Langlois dès son retour en avril. Il programme aussi la première rétrospective consacrée à Jean-Pierre Mocky en sa présence, avec entre autres la projection, le 12 décembre 1968, de la copie complète de La Cité de l'indicible peur avant sa ressortie en salles quelques mois plus tard. 
Vers 1970-71, il travaille à la société Galba Films sur un programme de réédition de films de la Fox, avec notamment The Big Trail de Raoul Walsh, avant de revenir en 1972 à la Cinémathèque et d'y reprendre ses activités de programmateur tout en développant une politique d'enrichissement des collections films. Mais, faute de moyens, il quitte de nouveau l'institution. Entre 1973 et 1981, il est programmateur d'un nouveau complexe de cinémas La Clef, situé près de l'université de Paris III (Censier)  qu'il ouvre à de jeunes cinéastes comme René Féret (avec Histoire de Paul) et publie à la même époque un livre sur les affiches de cinéma du cinéma français (1977) et programme pendant quelques mois le Studio des Ursulines, consacré au cinéma suédois, en particulier avec la découverte de Mon île Faro[Lequel ?] de Ingmar Bergman et les salles du circuit Multiciné.
À la demande  du producteur Anatole Dauman, Michel Guy, alors Président de la Cinémathèque française, le nomme directeur de  la programmation. Bernard Martinand continue son active politique des dépôts  en nouant de nombreuses relations avec la profession. La vie de la Cinémathèque française est alors assez tumultueuse mais il continue malgré les difficultés de tous bords (amis comme adversaires) à faire une programmation originale, qui marque la vie des cinéphiles : cartes blanches à Fred Junk, fondateur de la cinémathèque du Luxembourg, Pierre Rissient, le découvreur de nouveaux cinémas et cinéastes, premier hommage à Clint Eastwood, etc. Avec la complicite de Simon Mizrahi, il organise de nombreux hommages à des cinéastes italiens, tels que Ettore Scola et Luigi Comencini... Dominique Païni devient, au début des années 1990, le directeur de la Cinémathèque française et le nomme directeur des collections films en le chargeant tout particulièrement  de retrouver les films de Maurice Burnan auquel il avait consacré une plaquette éditée à compte d'auteur en mai 1968, intitulée À la recherche d'un cinéaste d'avant-garde méconnu, Maurice Burnan et en qui il voyait un précurseur des travaux de Jean-Marie Straub. Ces recherches n'ont pas abouti : rien de présentable dans les festivals spécialisés comme Bologne et même sur le plan de l'édition le livre que venait de terminer Michel Mardore avant sa disparition brutale ne trouve pas d'éditeur. Il a même été refusé par le téméraire éditeur Albert Bolduc malgré les demandes de Bernard Chardère qui dans les premiers numéros de Positif en 1953 avait consacré une longue étude fondamentale signée Paul-Louis Thirard sur cet auteur. Pendant ces dernières années, et jusqu'à sa retraite  le 31 décembre 1999, il permet et lance la restauration de nombreux films inconnus ou perdus, comme The Family Honor de King Vidor, The Matinee Idol de Frank Capra, le montage des rushes de Partie de campagne de Jean Renoir et en dernier travail la numérisation des plaques chronophotographiques de Étienne-Jules Marey et participe au programme de restauration des films anciens lancé par le Ministère de la Culture sous la houlette de Michelle Aubert alors conservatrice des Archives françaises du film. À cette occasion, il permet de sauver beaucoup de films des collections de la Cinémathèque française. Avant son départ, il impulse la restauration de films de Edgar G. Ulmer considérés perdus ou rares, ce qui donne lieu à une programmation dans les années 1990 en collaboration avec les Archives françaises du film, point de départ d'une future édition DVD par Carlotta Films.
Ces dernières années, Bernard Martinand a organisé des expositions grâce à sa collection d'affiches et réalisé une exposition à la Cineteca di Bologna : Les Fantômes érotiques de la rue consacrée aux affiches italiennes des films érotiques hard et soft. Il montre aussi quelques joyaux de sa collection au festival international du film d'Amiens lors des rétrospectives Ida Lupino, la Hammer film, mais aussi Claude Chabrol et l'Actors Studio.
Il vit désormais en Espagne, continue de monter des programmations et collabore activement à un renouveau de la cinéphilie.

## Publications
- Sauver l'éphémère, par Claudine Kaufmann et Bernard Martinand, La Persistance des images, édition Cinémathèque française, 1996, p. 13-17.
- Nicolas Saada et Bernard Martinand, Histoire d'un studio (80 ans de production) 1915-1995 rétrospective 20th Century-fox, Paris, Cinémathèque française, 1995, 139 p. (ISBN 978-2-900-59612-8, OCLC 489946538)
- Affiches du cinéma français, Jean-Marie Borga et Bernard Martinand, Paris, éditions Jean-Pierre Delville, 1977.
- « Témoignage sur Jean-Pierre Mocky », in Éric Le Roy, Jean-Pierre Mocky, édition BiFi/Durante, 2001.

### Projets
- La Pellicule dans le sang, souvenirs et mémoires, en collaboration avec Eric Le Roy dans le cadre de la FIAF.

## Filmographie
- Le Fantôme d'Henri Langlois, documentaire réalisé par Jacques Richard (2004)